# American Journal of Science
Das US-amerikanische Wissenschaftsmagazin American Journal of Science (kurz AJS) ist das älteste seiner Art in den Vereinigten Staaten. Es wurde 1818 von Benjamin Silliman ins Leben gerufen und ist seitdem kontinuierlich erschienen. Ursprünglich wurde es von Silliman selbst finanziert und redigiert. Bis 1880 erschien es zwar unter dem Namen American Journal of Science and Arts, aber sein Schwerpunkt waren immer die Naturwissenschaften, insbesondere die Geologie und verwandte Wissenschaftszweige.
AJS ist eine einflussreiche Fachzeitschrift (englisch high-impact) mit einem Einflussfaktor von 3,607 und ist unter den Zeitschriften mit Kreuzgutachtensystem somit die höchstrangige Fachzeitschrift der Geowissenschaften.
In den Gründerjahren wurde AJS oft als „Sillimans Zeitschrift“ bezeichnet. Da Silliman eine sehr lange Lehrtätigkeit als Professor an der Universität von Yale ausübte (von 1804 bis 1853), wurde die Zeitschrift folglich auch mit Yale assoziiert. Die Funktion des Chefredakteurs verblieb lange Zeit innerhalb der Familie Silliman – schon ab 1838 assistierte der Sohn, Benjamin Silliman, Jr. seinem Vater in dieser Aufgabe. Als Silliman der Ältere im Jahre 1864 verstarb, folgte ihm als Chefredakteur sein Schwiegersohn James Dwight Dana und von 1895 bis 1926 Danas Sohn Edward Salisbury Dana. Als Redakteure arbeiteten bei AJS unter anderem der Botaniker Asa Gray und der Zoologe Louis Agassiz.
Die gegenwärtigen Chefredakteure sind Jay J. Ague und Danny M.Rye, beide sind Professoren für Geologie und Geophysik an der Universität von Yale.